# Poetae novi
I poetae novi, detti anche cantores Euphorionis o neoterici, furono poeti romani in lingua latina, quasi tutti provenienti dalla Gallia Cisalpina, che operarono a Roma nella prima metà del I secolo a.C., inaugurando una nuova poetica, la poesia neoterica. Il principale esponente fu Gaio Valerio Catullo.

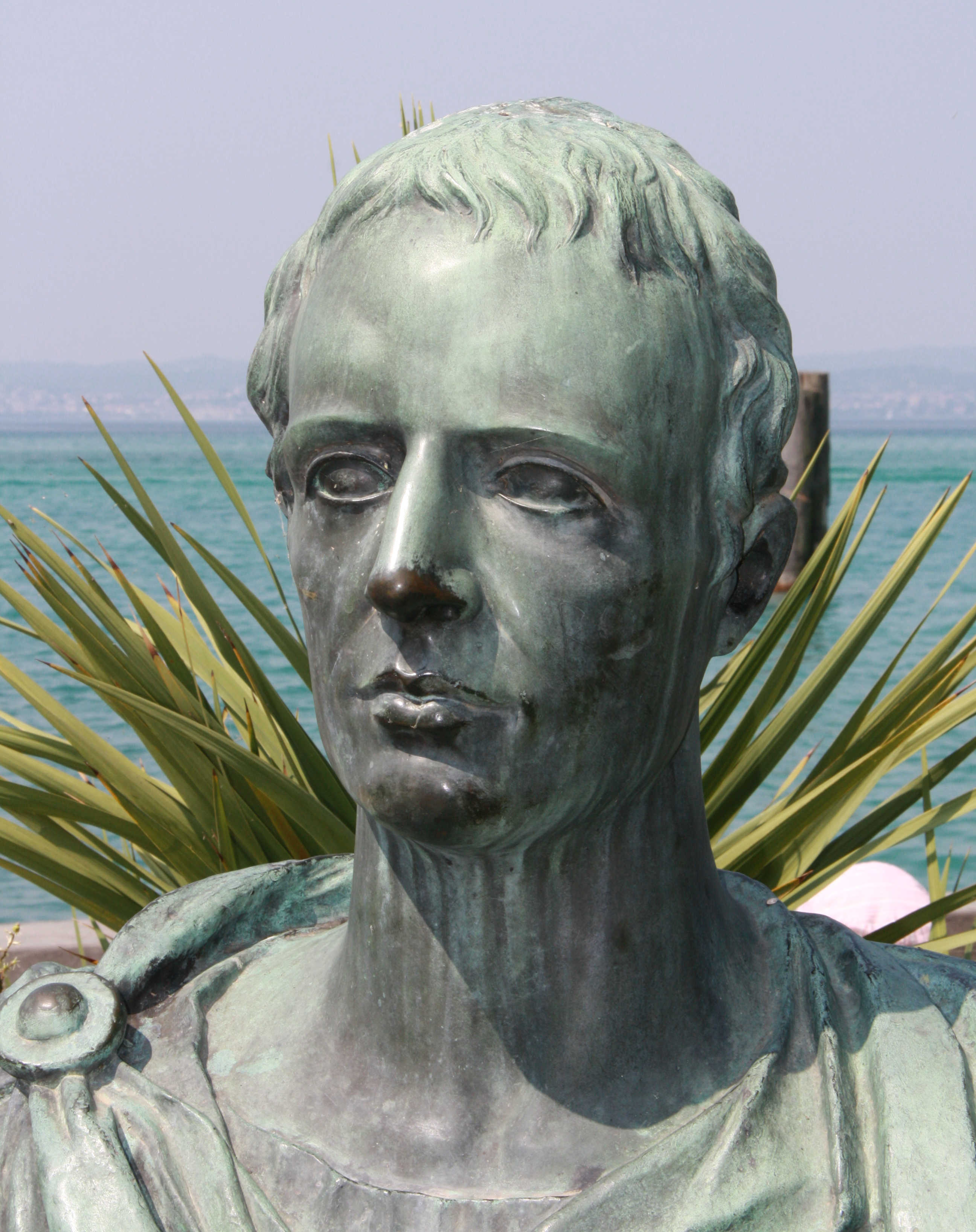
Busto di Catullo a Sirmione

## Nome
Il termine  è la traduzione dell'aggettivo greco di grado comparativo νεώτεροι (neòteroi), denominazione che implicava desiderio di innovazione, data polemicamente da Cicerone al capitolo 161 dell'Orator (in lingua latina l'aggettivo novus contiene una sfumatura negativa di rovesciamento delle convenzioni consolidate: si veda il suo uso nell'espressione novus homo) che non risparmiò loro anche il nomignolo di cantores Euphorionis (Tusculanae disputationes III, 45) per il gusto ellenizzante e aristocratico che essi possedevano e per il loro atteggiamento da innovatori.

## Temi
Iniziati all'arte poetica da Partenio di Nicea ed educati idealmente alla scuola di Valerio Catone, dichiararono guerra ai lunghi poemi di imitazione enniana, preferendo gli epilli, i carmina docta, la poesia lirica.
Il tono della loro poesia era spesso scherzoso e lieve ed è per questo che i loro componimenti, per quanto sempre raffinati e preziosi nella forma, venivano chiamati παίγνια (pàignia) in greco e nugae in latino, tradotto alla lettera "bagatelle", "sciocchezze", "cosucce", "cose di poco conto".
I poetae novi erano legati da reciproca amicizia, vivevano in modo libero e spregiudicato ed erano avversi a Cesare.
La loro poesia evitava infatti i grandi temi tradizionali del genere epico e drammatico, non amava trattare argomenti di carattere politico e sociale, ma si volgeva soprattutto alla sfera personale e aveva come tema centrale l'amore.

## Storia
Modello ispiratore del neoterismo era l'alessandrino Callimaco, la cui opera affermava i principi poi ripresi dai poetae novi:
- Brevitas: componimenti molto brevi, erano convinti che solamente un carme di piccole dimensioni potesse esser composto con la necessaria cura per farne un'opera veramente raffinata;

Ep. XXVIII, 1: «Ἐχθαίρω τὸ ποίημα τὸ κυκλικόν» ("Odio il poema ciclico") da cui deriva l'epigramma.
- Labor limae: componimenti molto ricercati e raffinati stilisticamente, e quindi "leggeri e disimpegnati" solamente nei contenuti, ma non nella forma poiché veniva impiegato il massimo impegno. Questa tecnica consisteva in una continua ed accurata revisione dei propri componimenti, con lo scopo di raggiungere l'estrema perfezione dal punto di vista stilistico e letterario;
- Doctrina: conoscenza di tutto un patrimonio di conoscenze mitologiche, letterarie, geografiche, linguistiche del mondo greco. Per questo saranno anche detti docti (dotti)
- Lusus: il componimento deve essere oggetto di intrattenimento, per cui deve contenere tematiche divertenti e piacevoli. Tuttavia, le opere spesso contengono solo uno tra Doctrina e Lusus.

Aitia, vv. 30-31 «ἐνὶ τοῖς γὰρ ἀείδομεν οἳ λιγὺν ἦχον / τέττιγος, θόρυβον δ'οὐκ ἐφίλησαν ὄνων» ("noi cantiamo infatti per coloro che amarono l'armonioso suono delle cicale e non il raglio degli asini").
- Individualismo: i neoterici tendono ad astrarsi dalla vita politica e a concentrarsi su se stessi.

### Preneoterici e poeatae novi
Già verso la fine del II secolo a.C. si erano già fatti sentire a Roma prima del neoterismo i primi influssi alessandrini e callimachei con il circolo di Lutazio Catulo, il cui personaggio di maggior rilievo, Levio, scrisse un'opera dal titolo Erotopaegnia (scherzi d'amore). Anche Valerio Edituo e Porcio Licino furono preneoterici.
Ma fu la generazione successiva a quella di Lutazio Catulo, il cui capostipite fu Valerio Catone, a portare avanti questo tipo di poesia.
Tra gli altri poeti appartenenti al gruppo dei poetae novi si può annoverare Furio Bibaculo, Varrone Atacino, Elvio Cinna, Licinio Calvo, anche se il più grande fra tutti fu Catullo la cui opera è giunta fino a noi, mentre degli altri ci rimane qualche raro titolo o frammento.

## Influenze dalla poesia ellenistica
La poesia neoterica è chiaramente ispirata alle concezioni alessandrine. Il maggior esponente dell'estetica alessandrina è Callimaco.
Egli in una sua elegia collocata all'inizio degli Aitia esprime una polemica contro i poeti tradizionali dicendo:
Famosa è anche l'espressione «μέγα βιβλίον μέγα κακόν» (mèga biblìon, mèga kakòn), ossia «grande libro, grande male». In queste espressioni è chiaramente e completamente riscontrabile il manifesto della poetica alessandrina. Questa aveva quindi una chiara avversione verso i tradizionali poemi epici che narravano di eroi poiché erano una lunga narrazione in versi esametri, e in quanto tale secondo Callimaco il poeta (aedo o rapsodo) non poteva curarne l'eleganza e la raffinatezza.
La poesia secondo Callimaco doveva essere una creazione lieve, delicata, breve nell'estensione (oligóstichos) ma estremamente rifinita e raffinata, rifiutando la grandiosità e la magniloquenza dell'epos (la poesia epica, per esempio quella di Omero).
La poesia alessandrina era così composta in forme più agili e meno impegnative dell'epos: epigramma, giambo, elegia e epillio (poemetto mitologico, con cui Callimaco aveva tentato di rinnovare l'epica tradizionale).
Il manifesto poetico callimacheo fu pienamente assunto anche dai neoteroi.

## Programma poetico neoterico
Nel carme 95 di Catullo emerge chiaramente il programma poetico dei neoteroi:
quam coepta est nonamque edita post hiemem,

milia cum interea quingenta Hortensius uno

. . . . . . .

Zmyrna cavas Satrachi penitus mittetur ad undas,

Zmyrnam cana diu saecula pervoluent.

at Volusi annales Paduam morientur ad ipsam

et laxas scombris saepe dabunt tunicas.

Parva mei mihi sint cordi monimenta...,

at populus tumido gaudeat Antimacho."»
che è stata cominciata infine è stata pubblicata,

mentre Ortensio (ha scritto) 500 mila versi (in un anno)

. . . . . . .

la Zmyrna giungerà ben addentro fino alle profonde acque del Satraco,

a lungo i secoli canuti leggeranno la Zmyrna.

Ma gli Annali di Volusio finiranno sulle rive del Po

e spesso forniranno ampi involucri per gli sgombri.

I piccoli capolavori del mio (amico) mi stiano a cuore

invece il popolo si rallegri con il presuntuoso Antimaco.»
Il titolo stesso del componimento (Zmyrna) è indice della ricercatezza formale, Zmyrna è una variante più rara per Myrrha. Il mito stesso è raro e poco conosciuto.
Del carme Zmyrna si conservano solo tre versi, le testimonianze più antiche lo presentano come un componimento così dotto da risultare astruso e oscuro, che necessita di approfonditi commenti filologici per esser compreso.

## Esponenti della poesia neoterica
Il maggior esponente della poesia neoterica è Gaio Valerio Catullo.
Gli altri sono:
- Gaio Elvio Cinna
- Publio Valerio Catone
- Marco Furio Bibaculo
- Publio Terenzio Varrone Atacino
- Gaio Licinio Calvo
- Quinto Lutazio Catulo